# Missaguash River
Missaguash River är ett vattendrag i Kanada.   Det ligger i provinsen Nova Scotia, i den östra delen av landet, 900 km öster om huvudstaden Ottawa. Missaguash River ligger vid sjöarna  Funnel Lake Grass Lake Howards Lake Little Hackmatack Lake Rush Lake Sainsburys Hole och Smith Lakes.
Trakten runt Missaguash River består i huvudsak av gräsmarker. Runt Missaguash River är det mycket glesbefolkat, med 3 invånare per kvadratkilometer.